# Leslie H. Martinson
Leslie Herbert Martinson, även känd som Les Martinson, född 16 januari 1915 i Boston, Massachusetts, död 3 september 2016 i Los Angeles, Kalifornien, var en amerikansk TV- och filmregissör.

## Biografi
Leslie H. Martinson var son till Gertrude och Lewis Martinson, samt bror till Bertram Martinson som var journalist innan han började arbeta på filmbolaget MGM, där även Leslie fick arbete och så småningom fick börja regissera westernserier för TV.
Leslie H. Martinson regisserade avsnitt till många TV-serier under 1960- och 1970-talen, bl.a. På farligt uppdrag.
Han avled den 3 september 2016, 101 år gammal. 

## Filmografi (urval)
- Vägens djävlar (1957)
- Sugarfoot (TV-serie) (1957-1959)
- Bourbon Street Beat (TV-serie) (1959-1960)
- Lad, A Dog (1962)
- Temple Houston (TV-serie) (1963-1964)
- For Those Who Think Young (1964)
- Läderlappen (TV-serie) (1966)
- Batman (1966)
- Senstation på racerbanan (1970)
- Ghost Story (TV-serie) (1972)
- På farligt uppdrag (TV-serie) (1971-1973)
- Escape from Angola (1976)
- Rescue from Gilligan's Island (1978)
- Dallas (TV-serie) (1979-1980)
- The Kid with the Broken Halo (1982)